# Tustin (Kalifornien)
Tustin ist eine Stadt im Orange County im US-Bundesstaat Kalifornien, Vereinigte Staaten, mit 80.276 Einwohnern (Stand: 2020). Das Stadtgebiet hat eine Größe von 29,5 km². Die Stadt ist eine principal city der Los Angeles–Long Beach–Anaheim, CA Metropolitan Statistical Area, die Teil der Greater Los Angeles Area ist.
Die Stadt ist die U.S. Heimat des deutschen TV-Senders Volksmusik TV, der von Tustin aus in Nord- und Südamerika verbreitet wird.

## Söhne und Töchter der Stadt
- James B. Utt (1899–1970), Politiker
- Susan Griffiths (* 1959), Schauspielerin
- Rachel Kimsey (* 1978), Schauspielerin
- Chris Chester (* 1983), American-Football-Spieler
- Sam Baker (* 1985), American-Football-Spieler
- Alyssa Valentine (* 1990), Volleyballspielerin
- Chris Benard (* 1990), Dreispringer